# Conocephalus angustivertex
Conocephalus angustivertex är en insektsart som beskrevs av Linda M. Pitkin 1980. Conocephalus angustivertex ingår i släktet Conocephalus och familjen vårtbitare. Inga underarter finns listade i Catalogue of Life.